# Homs (guvernorát)
Guvernorát Homs (arabsky مُحافظة حمص‎, Muḥāfaẓat Ḥimṣ) je jeden ze čtrnácti syrských guvernorátů (provincií). Ležící v centrální Sýrii a hraničí na západě s Libanonem a na východě s Jordánskem a Irákem. Rozloha se udává okolo 41 000 čtverečních kilometrů a je tudíž největším ze syrských regionů. Žije zde přibližně 2,15 milionu obyvatel. Správním městem provincie je Homs, kde žije až 60 % všech obyvatel guvernorátu.

## Geografie
Guvernorát Homs se nachází v centrální Sýrii a je největším ze všech syrských provincií. Délka regionu (ze západu na východ) činí 360 km a šířka (sever-jih) je asi 250 km. Celkově tvoří asi 22 % celkové rozlohy Sýrie. Rozloha se oficiálně udává jako 42 226 km². Provincie sousedí s dalšími guvernoráty: Tartús, Hamá, Rakka, Dajr az-Zaur a Ríf Dimašq a státy: Libanon, Irák a Jordánsko. Terén je velmi rozmanitý, na západě se nachází spíše pláně, kopce a hory zatímco východ tvoří poušť. Nacházejí se zde také naleziště ropy.

## Demografie
V oblasti žilo před válkou 2 087 000 lidí z nichž většinou se jedná o sunnitské muslimy a křesťany převážně (Sýrijce a Armény). Křesťané jsou soustředěni například ve městech Sadad a Karajtín na východě nebo v oblasti Wádí al-Nasara (Údolí křesťanů) u hranic s Libanonem.

## Památky
Region má bohatou historii a je tedy doslova „poset“ nejrůznějšími historickými památkami. Nachází se zde obrovské množství křesťanských klášterů a křižáckých hradů, jako například známý Krak des Chevaliers stejně jako mešit a antických památek z nichž nevýznamnější je pravděpodobně starověké město Palmýra (Tadmur). Hlavní město Homs je jedno z nejdůležitějších turistických center v celé Sýrii. Je známo nejrůznějšími festivaly a rozmanitými trhy. V celém regionu se pak nachází krásná příroda (vodopády...).

## Současná situace
Celý region značně utrpěl za syrské občanské války, kdy byla spousta památek poškozena boji (Krak des Chevaliers – boje mezi povstalci a SAA) a jiné úplně zničeny. Například historické části města Palmýra teroristy z IS. V současnosti (20. 3. 2022) ovládá většinu guvernorátu Syrská armáda, řídce obydlená jihovýchodní část je v držení povstalců. 

## Okresy
Guvernorát je rozdělen na 7 okresů (Manatiq):
- Homs
- Al-Mucharám
- Ar-Rastan
- Kusajr
- Tadmur (Palmýra)
- Tall Dav
- Tall Kalach

Tyto okresy jsou dále rozděleny na 25 „podokresů“ (Nawahi).